# Introspekcja filmowa
Introspekcja filmowa – typ subiektywnej narracji filmowej zorientowany na ukazanie myśli i uczuć danej postaci oraz zaprezentowanie jej indywidualnego punktu widzenia. Marek Hendrykowski nazywa introspekcję „oglądem wewnętrznym” i stawia ją w opozycji do ekstraspekcji, tj. „oglądu zewnętrznego” nastawionego na zaprezentowanie obiektywnie widocznej rzeczywistości świata przedstawionego.
Zabiegi introspektywne mogą służyć zaprezentowaniu osobowości bohaterów za pomocą retrospekcji lub scen rozgrywających się w wyobraźni (jak np. w filmach Hiroszima, moja miłość oraz Osiem i pół). Brak tego typu zabiegów może zaś służyć ograniczeniu wiedzy odbiorcy na temat odczuć bohaterów, co jest charakterystyczne dla niektórych gatunków filmowych – w kryminałach tok myślenia detektywa rozwiązującego zagadkę zazwyczaj nie będzie bezpośrednio ujawniany widzowi (jak np. w filmie Wielki sen).
Wśród klasycznych zabiegów operatorskich i montażowych sygnalizujących widzowi przejście do narracji introspektywnej wymienić można: najazd na twarz aktora, rozjaśnienie lub rozmycie obrazu, rozsynchronizowanie dźwięku i obrazu, zaniknięcie dźwięku lub brak obrazu, czy też głos wewnętrzny spoza kadru. Współcześnie jednak przejście do narracji subiektywnej nie jest często w ogóle akcentowane.